# Luis de Oteyza
Luis de Oteyza García (Zafra, province de Badajoz, 1883 – Caracas, Venezuela, 1961) est un journaliste, écrivain, homme politique et diplomate espagnol.
S’étant détourné de ses études d’ingénieur pour se vouer au journalisme, il collabora à plusieurs quotidiens et hebdomadaires tant en province que dans la capitale Madrid. Maniant l’humour et l’ironie, il se signala comme auteur de billets souvent incisifs et boutefeu, qui lui valurent d’être provoqué en duel à plusieurs reprises. Il cofonda le journal de gauche La Libertad, dont il devint bientôt le directeur et pour le compte duquel il réalisa des reportages et chroniques au Maroc espagnol, dont notablement un entretien avec le chef rifain Abdelkrim, récemment victorieux de l’armée espagnole et régnant alors sur sa république du Rif. Au rebours de la presse et de l’opinion publique espagnoles, Oteyza manifestait quelque sympathie avec la cause rifaine. 
Face à la dictature primorivériste, instaurée en 1923, il préféra se lancer dans des pérégrinations lointaines, dont il fera la matière de romans d’aventure et de récits de voyage, qui connurent le succès populaire. On lui doit d’autre part un roman d'anticipation à portée politique, Anticípolis, qui s’inscrit dans le débat alors en cours sur la « régénération » et modernisation nécessaires de l’Espagne, et qui mettait plus particulièrement l’accent sur l’émancipation de la femme comme élément central du progrès. 
Ayant pris parti pour la République après sa proclamation en 1931, il se vit confier un poste diplomatique à Caracas, mais se distancia du gouvernement républicain pendant la Guerre civile (1936-1939). Proscrit par la dictature franquiste, il poursuivit sa carrière d’homme de presse en Amérique latine.

## Biographie

### Origines familiales et débuts comme publiciste et écrivain
Né par un concours de circonstances à Zafra (province de Badajoz), dans le sud de l’Extrémadure, Oteyza appartenait à une famille aisée — son père était haut fonctionnaire —, d’origine basque, mais qui s’était fixée à Madrid. C’est dans cette ville qu’il accomplit ses études secondaires, avant de s’inscrire à l’École navale de Ferrol, où, en raison de la fermeture de l’institution en 1909, il ne resta que brièvement, et d’entamer ensuite une formation d’ingénieur industriel.
Cependant, il allait bientôt renoncer à ses études pour se vouer à la littérature et au journalisme, en rejoignant en 1904 l’équipe de rédaction du quotidien madrilène El Globo, tout en contribuant parallèlement à La Nación, à Nuevo Mundo, à Heraldo de Madrid, à Madrid Cómico, etc.,.
L’œuvre poétique de Oteyza vit le jour dans ses jeunes années et prit dans un premier temps une allure néoromantique intimiste, avec le recueil Flores de Almendro de 1903, avant d’adopter une tonalité moderniste, avec Brumas de 1905. Il reçut les louanges d’Emilia Pardo Bazán et se lia d’amitié avec Manuel Machado.

### Carrière journalistique

#### Collaboration à divers périodiques
À la recherche d’une source de revenus fixes après son mariage en mai 1907, il se porta candidat à un emploi à la Banque d'Espagne et fut recruté sur concours pour un poste à Oviedo, mais ne cessa pas pour autant son activité de journaliste. Il quitta bientôt son poste pour prendre à Carthagène la direction du quotidien La Tierra. En 1909, il déménagea à Barcelone pour y renforcer l’équipe de rédaction du quotidien El Liberal, qu’il allait diriger à partir de 1912. En 1914, il revint à Madrid collaborer au journal El Imparcial, tâche qu’il combinait avec la rédaction de chroniques historiques, pleines d’humour et d’ironie, qui lui valurent un certain succès.
Oteyza acquit une réputation de journaliste combatif et polémique, qui n’hésitait pas à croiser le fer avec des périodiques catalanistes et conservateurs, voire aussi avec des rédacteurs et journaux de la même famille idéologique que lui. Ses billets se caractérisaient par une ironie frisant l’offense personnelle et la calomnie, ce qui l’amenait fréquemment à être provoqué en duel ; de son premier duel, survenu à Barcelone en 1909, il devait garder une balafre au visage.

#### Président-fondateur du quotidienLa Libertad
Oteyza fut cofondateur en 1919 de La Libertad, quotidien situé à gauche et à tendance ouvriériste, très critique envers le gouvernement et les militaires responsables de la défaite espagnole d’Anoual, dans le Maroc espagnol. Il devait peu après prendre la direction du journal, où il eut pour collègues de rédaction entre autres Antonio de Lezama, Antonio Zozaya, Eduardo Ortega y Gasset, Luis de Zulueta, Augusto Barcia, Pedro de Répide, Manuel Machado et Luis Salado.
Pionier de la radiodiffusion dans son pays, Oteyza fut président de l’Association des radioamateurs d’Espagne (ARE) et mit sur pied l’une des premières stations émettrices de radio à Madrid, fondant en 1921, pendant qu’il dirigeait le journal La Libertad, la station Radio Libertad,.

#### Entretien avec Abdelkrim (août 1922)
En 1922, pour le compte de son journal La Libertad, Oteyza se rendit comme correspondant dans le Maroc espagnol, d’où il envoya à sa rédaction une série de chroniques (dont en particulier un entretien avec Abdelkrim), lesquelles furent fort prisées et qu’il publia par la suite sous forme de recueil, en 1924, avec pour titre Abd-el-Krim y los prisioneros.
Dans ces chroniques, Oteyza donnait d’Abdelkrim et de la résistance de son peuple une image très différente de celle véhiculée par la plupart des journaux et revues espagnols de l’époque, qui tendaient à diaboliser sa figure. Dans une des lettres qu’il envoya à Abdelkrim pour le prier de le recevoir, il disait en effet : « je crois sincèrement que la bagarre entre vous autres et nous est un problème de méconnaissance, et que ce serait la paix que de nous connaître les uns les autres ». Oteyza eut donc à cœur de consigner plusieurs témoignages sur ce que les Rifains pensaient de l’occupation militaire de leur territoire par les Espagnols. Ainsi, le frère cadet d’Abdelkrim se plaignit amèrement de l’incompréhension et du manque de respect des Espagnols en général envers la société rifaine, et cita en exemple ce qui s’était passé à Nador :

« Comment vont-ils comprendre, si même les plus haut placés ne comprennent pas ? Un détail, monsieur : à Nador, ils ont construit une église, dont je ne sais à quel besoin elle devait répondre, vu que la localité ne comptait pas cinquante Espagnols et se trouvait à un quart d’heure de Melilla, et ont placé sur le maître autel [l’effigie de] saint Jacques en train de tuer des Maures. »

Dans une de ses chroniques, Oteyza note :

« Tous les Maures avec lesquels j’ai parlé rejettent la faute de la guerre sur les militaires [espagnols] ; sur les officiers, bien entendu : « [simples] soldats venus parce qu’on les envoie ». Mais parmi eux, un en particulier commente et signale comme cause de la guerre la question, tant débattue, des récompenses. Il s’agit d’Abdelkrim Ben Siam, qui m’a dit :

- ce sont les militaires qui veulent la guerre.

- non, voyons, non, lui ai-je répliqué. Pourquoi donc les militaires voudraient-ils la guerre ?

- écoute, moi je le sais, explique-t-il. Si t’as une étoile, t’en veux deux ; si t’en as deux, t’en veux trois. Moi je le sais. »

Dans l’espoir de rencontrer et d’interroger Abdelkrim, Oteyza avait quitté son épouse et ses enfants, alors en vacances, et s’était déplacé, en compagnie du photographe Alfonso Sánchez Portela et du rédacteur Rafael Hernández, en Algérie française, d’où il se proposait d’utiliser les chemins de contrebande pour pénétrer dans la république du Rif nouvellement proclamée par Abdelkrim, mais, découverts par les gendarmes français, lui et son équipe durent renoncer à leur projet. Le 30 juillet 1922, les mêmes journalistes tentèrent d’atteindre la baie d’Al Hoceïma à bord d’un canot à moteur, mais un navire de la marine espagnole qui patrouillait au large les prit pour cible. Lors d’une nouvelle tentative le lendemain, ils furent accueillis par les coups de feu des combattants Rifains, par qui ils furent obligés, après avoir mis pied à terre, de s’identifier. Abdelkrim ayant accepté de les recevoir, ils purent poursuivre leur route jusqu’à Ajdir, centre de décision de la république du Rif, où Oteyza et ses compagnons allaient passer trois jours et deux nuits en territoire rifain, et où ils furent traités avec hospitalité par Abdelkrim.

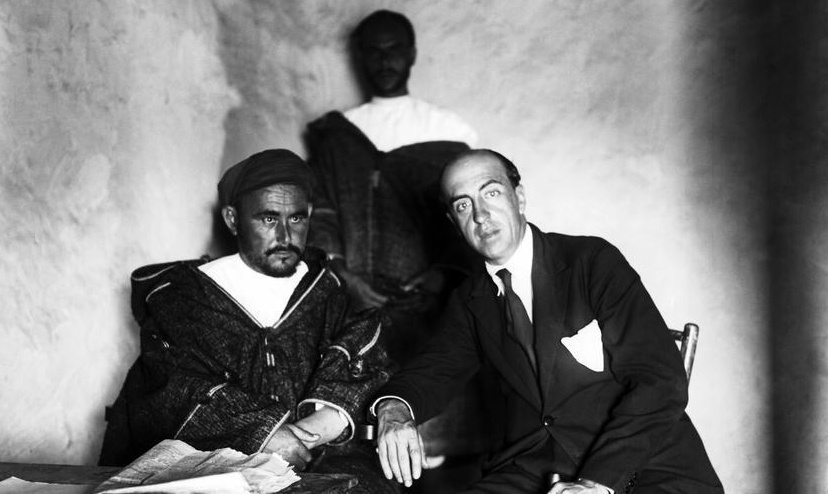
Photographie prise à l’issue de l’entrevue d’Oteyza avec Abdelkrim à Ajdir en août 1922.

Lors de la célèbre entrevue entre ce dernier et les journalistes espagnols, le chef rifain faisait figure d’homme serein et sensé. Il ne se refusait pas à négocier la libération des prisonniers qu’il détenait et aspirait à ce que sa république soit reconnue par les autres États. Il affirmait ne garder aucune rancœur ni haine à l’égard de l’Espagne et, quand furent passées en revue quelques étapes de sa vie au service du Protectorat espagnol, il démentit avoir été souffleté par le général Silvestre, mort suicidé lors de la bataille d'Anoual. La seule fois où le dirigeant rifain se départit de son sang froid fut lorsque l’on vint à évoquer la libération des criminels rifains détenus dans la zone sous autorité espagnole ; Abdelkrim se récria alors en disant que « les plus criminels, ce sont les aviateurs, qui tuent femmes et enfants ». Au terme de l’entrevue, une photographie fut prise d’Oteyza et Abdelkrim se tenant côte à côte, photographie qui allait devenir célèbre, mais à laquelle Abdelkrim fut d’abord réticent à se prêter ; aux dires d’Oteyza, c’est lui-même qui réussit à convaincre le chef rifain, en lui signalant que « nos gouvernants prétendent que vous êtes blessé […]. Que le peuple espagnol vous voie à mon côté, en bonne santé, pour qu’il sache combien on le trompe ! ».
Oteyza et ses compagnons furent en outre présentés aux captifs espagnols, entassés dans des conditions précaires, mais qui avaient été requinqués pour l’occasion. Ils eurent d’autre part l’occasion de s’entretenir avec quelques prisonniers qui se trouvaient détenus dans une dépendance de la demeure d’Abdelkrim, dans laquelle des chambres avaient été aménagées donnant sur la cour intérieure et où les captifs étaient mieux traités que les autres prisonniers. Certes, le général Navarro avait meilleure allure, mais les salua froidement et se montra revêche avec Oteyza, car se sentant humilié face à un compatriote libéral, qui de surcroît semblait sympathiser avec la cause rifaine. Il fut aussi donné à Oteyza de rencontrer un des cinq membres de l’équipage du navire marchand Antonio Torres, abordé et capturé par des pirates rifains. Le jeune marin espagnol se plaignait de ce que personne ne se souciait de leur libération, en dépit de l’insistance des familles des captifs, à qui était réclamée une rançon de 25 000 pesetas. L’évocation de ce cas particulier dans l’une des chroniques d’Oteyza, publiée le 12 août 1922 dans La Libertad, semble avoir eu pour effet, grâce plus particulièrement au sénateur Joaquín Chapaprieta, de mettre en branle les démarches conduisant finalement à l’acquittement de la rançon et à la délivrance des marins.
En novembre 1921, La Libertad publiait une lettre en date du 16 novembre adressée par Abdelkrim au rédacteur Rafael Hernández, par laquelle le chef rifain répondait aux nombreuses familles espagnoles qui s’étaient adressées à lui pour lui demander des informations sur les prisonniers espagnols. Cette lettre fut reproduite le mois suivant dans le journal Heraldo de Madrid, accompagnée d’une autre lettre d’Abdelkrim à Rafael Hernández, où il relatait les négociations infructueuses qui avaient été menées pour la libération des captifs espagnols. Ces publications suscitèrent l’ire de Juan de la Cierva y Peñafiel, ministre de la Guerre dans le gouvernement Mauro, qui promulgua une note où il mettait en garde la presse et rappelait que la publication de conversations, de nouvelles et de missives de « chefs ennemis » constituait un délit.
Le livre d’Oteyza, qui parut en 1924, comprenait des chapitres portant des titres tels que « Les officiers captifs », « Le caudillo du Rif s’exprime » et « Comment les Maures nous voient ». Il mentionnait la requête de quatre millions de pesetas en échange de la libération des prisonniers espagnols au pouvoir d’Abdelkrim et transmit cette demande aux autorités espagnoles. Le journaliste d’investigation Antonio Rubio, auteur d’une monographie sur Oteyza, souligne 

« qu’il avait toujours paru évident à Luis de Oteyza qu’il se devait, en tant que journaliste et directeur de La Libertad, de se tenir du côté des militaires espagnols qui avaient été faits prisonniers […] et d’informer sur tout ce qui se passait dans le Protectorat du Maroc. À cette fin, il maintenait en mission dans ces terres, parmi d’autres journalistes, Eduardo Ortega y Gasset et Rafael Hernández. Ce dernier connaissait parfaitement le Rif, les Rifains et même leur dirigeant. »

Plus tard, Oteyza connut les vicissitudes de l’exil prescrit par deux dictatures, celle de Primo de Rivera et celle de Franco. En ce qui concerne la première, le fait d’avoir écrit le livre Abd-el-Krim y los prisioneros ne fut certes pas seul à l’origine de son expatriation, mais en avait été un facteur de poids.

### Voyages et engagement politique
Doté d’un esprit d’aventurier, il fit le tour du monde en avion, sans jamais négliger de faire le compte rendu de chacun de ses périples. En 1925, il voyagea aux Philippines, où vivait son frère, et où il inaugura une nouvelle phase de son activité d’auteur et de journaliste, centrée désormais non seulement sur le récit de ses voyages en Asie, mais aussi sur des romans d’aventures, situés dans des décors exotiques, comme son livre à succès El Diablo blanco de 1928. L’un de ses romans, Anticípolis, de 1931, qui prenait pour sujet la vie dans une grande ville moderne, est basé sur une de ses expériences de voyageur, en l’espèce son voyage à New York. Par ce roman, Oteyza fait figure en Espagne, aux côtés notamment de Carmen de Burgos et de Rosa Chacel, et d’une minorité de penseurs masculins, de héraut de l’émancipation (en particulier économique) de la femme. Le porte-voix de l’auteur est le personnage du docteur Jiménez, pour qui le progrès véritable se manifeste par l’égalité homme-femme (ce dont New York passe pour le parangon dans le roman), et qui considère l’Espagne comme un pays socialement retardé, mais en restant confiant que le progrès nord-américain est appelé à se répandre sur toute la planète, sans excepter le territoire espagnol.
De retour en Espagne au début des années 1930, et jouissant à présent d’une grande notoriété, il entama une carrière politique sous l’égide du républicanisme, faisant campagne en faveur de la République espagnole,, et fut élu député aux cortes. En 1934, il fut gratifié par le nouveau régime d’un poste diplomatique comme envoyé spécial à Caracas, au Venezuela. Dépité par le tournant radical qu’à son opinion avait pris la République pendant la guerre civile, il retira son soutien au gouvernement républicain et fut destitué de sa fonction, ; dans la suite, il devait même se rapprocher idéologiquement de la dictature franquiste. Il s’installa alors à New York comme correspondant de quelques-uns des principaux journaux d’Amérique latine. Après un court séjour à Cuba, où il travailla pour le journal Diario de La Habana, il retourna en 1942 au Venezuela, où il devint assistant éditorial de l’hebdomadaire Sábado, et passa le restant de sa vie à Caracas,,.

## Œuvre

### Poésie
- Flores de Almendro, 1903.
- Brumas, 1905.
- Baladas, 1908
- Versos de los veinte años. 1923
- Luis de Oteyza, sus mejores versos, 1929

### Romans et essais
- Calabazas: politiquillos, escribidores, criticastros, pintamonas… 1904
- En tal día: efemérides históricas, 1915
- Galería de obras famosas, 1916
- Las mujeres de la literatura, 1917.
- Anécdotas picantes, 1918.

- Frases históricas, 1918.
- Animales célebres, 1919.

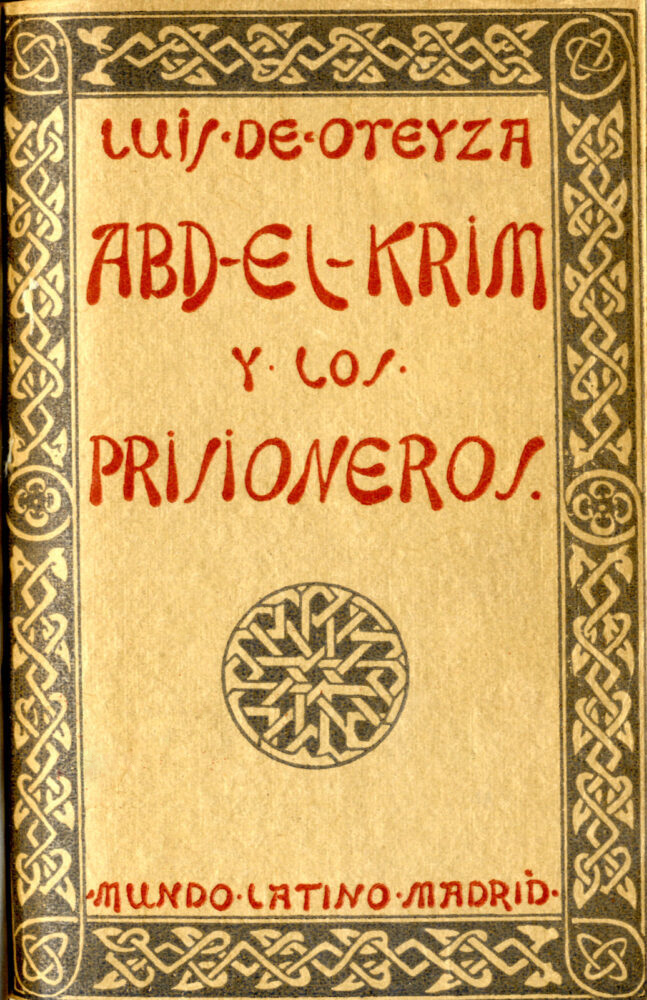
Couverture de l’édition princeps d’Abd-el-Krim y los prisioneros.

- En tal día: efemérides humorísticas, 1919.
- Abd-el-Krim y los prisioneros. Una información periodística en el campo enemigo, Madrid, Mundo Latino, s.a., 1924, 194 p. (rééd. par Ciudad Autónoma de Melilla, 2000 ; la pagination utilisée correspond à cette édition).
- La edificante aventura de Garín, 1927.
- De España a Japón. Itinerario impresionista, 1927.
- Una aventura de viaje: novela, 1928.
- El pícaro mundo. Cuentos de diversos países, 1928.
- Al Senegal en avión: reportaje aéreo. 1928.
- ¡Viva el rey!, 1929.
- Los dioses que se fueron. Mitología, 1929.
- El tapiz mágico: reportajes mundiales, 1929.
- El hombre que tuvo harén, 1931.
- El diablo blanco, 1932.
- Río revuelto, 1932.
- El tesoro de Cuauahtémoc, 1930.
- Anticípolis, Madrid, Renacimiento, 1931, 286 p.
- López de Ayala, o el figurón político-literario, 1932.
- La tierra es redonda, 1933.
- La historia en anécdotas, 1957.